# Палац князів-єпископів (Льєж)

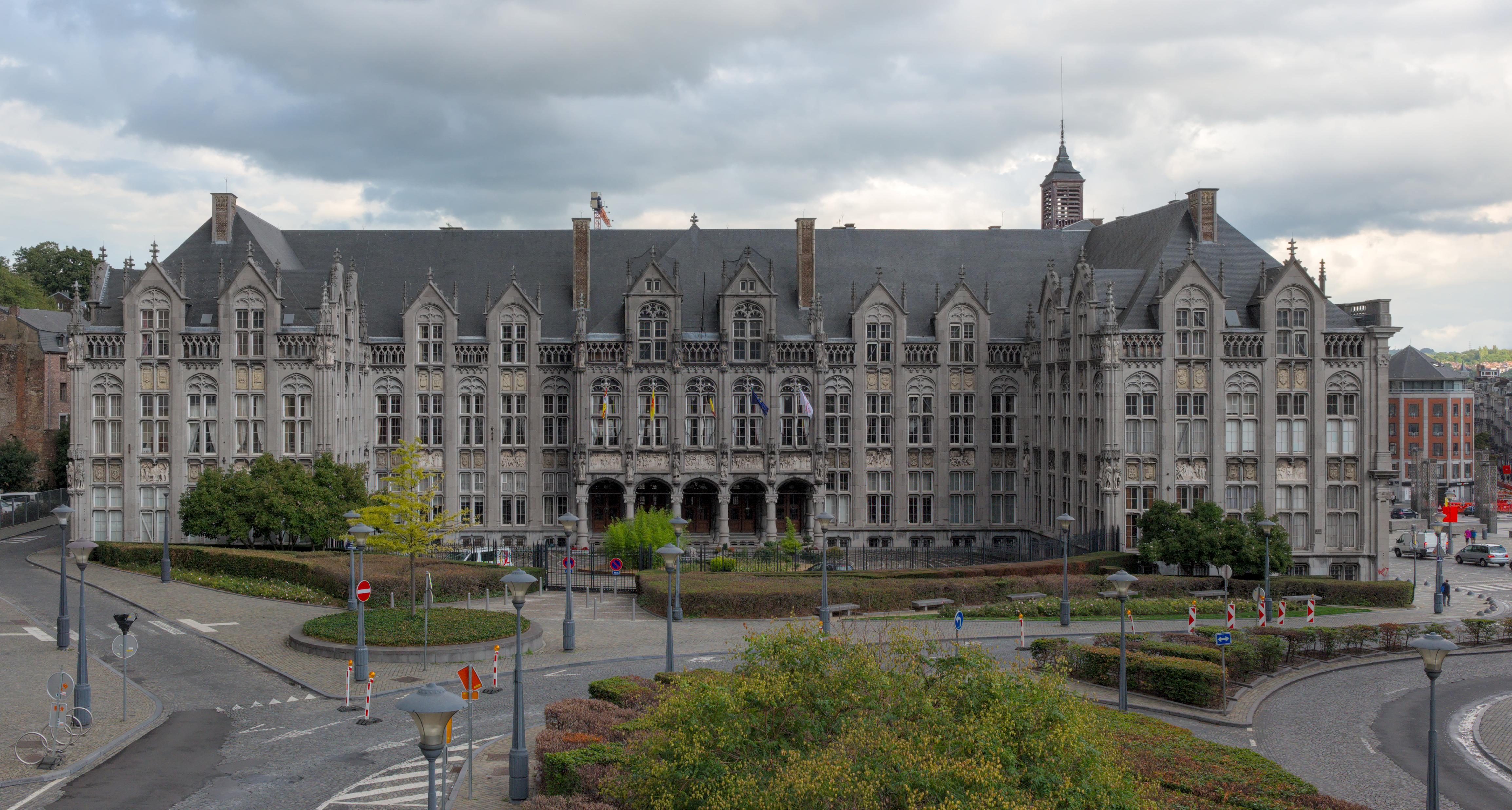
Західний фасад

Палац принців-єпископів (фр. Palais des Princes-Evêques) — це історична будівля, розташована на площі Сен-Ламбер у центрі Льєжа, Бельгія. Це була резиденція колишніх князів-єпископів Льєжа і стояла перед монументальним собором собором Св. Ламберта. Зараз тут розташовані Палац правосуддя Льєжа та Провінційний палац, тобто будівля уряду провінції Льєж.

## Історія
Імпозантний фасад Палацу принців-єпископів домінує в кінці площі Сен-Ламбер, центру комерційного життя Льєжа, де раніше стояв собор Святого Ламберта. Дві будівлі передували теперішньому палацу, перший палац, інтегрований з укріпленнями, був побудований приблизно в 1000 році нашої ери єпископом Нотгером, але він був знищений пожежею в 1185 році. Палац був реконструйований за Рудольфа Церінгенського. Ця будівля була сильно пошкоджена під час пограбування міста бургундцями, а також була спалена в 1505 році.

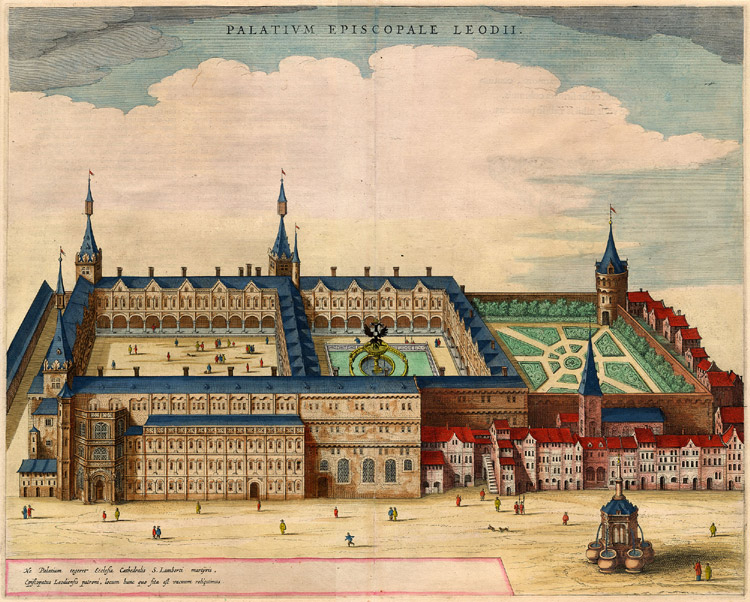
Палац у 1649 р.

Зійшовши на єпископський престол у 1505 році, єпископ Ерард де Ла Марк знайшов палац у руїнах і доручив будівництво нового майстру Arnold van Mulken у 1526 році. Його було завершено наприкінці XVI ст. Головний південний фасад був повністю перебудований після пожежі 1734 року в стилі Регентства Людовика XIV під керівництвом брюссельського архітектора Жана-Андре Аннессена, сина Франсуа Аннессена. У 1849 році архітектор Jean-Charles Delsaux побудував нове західне крило, у тому самому стилі, що й старий палац для розміщення уряду провінції.
Зараз будівлю займають служби провінції та Палац правосуддя Льєжа. Великий двір оточений галереями аркад і 60 масивними та елегантними колонами. Різноманітність оздоблення цих колон надзвичайна. Друге подвір'я, до якого можна потрапити з внутрішньої частини палацу, є більш інтимним і закритим для відвідування, за винятком рідкісних випадків, таких як дні спадщини. Оскільки судові інституції Льєжа були розосереджені приблизно в десяти місцях міста, було розпочато масштабний проект розширення палацу. Він включав будівництво різних будівель, що виходили на західний бік палацу, і було завершено в середині 2011 року.